# Angel (piosenka Lionela Richiego)
Angel – wydana na singlu piosenka amerykańskiego muzyka Lionela Richiego, która znalazła się na jego albumie Renaissance.

## Lista utworów
| #  | Tytuł                                | Czas trwania |
| -- | ------------------------------------ | ------------ |
| 1. | „Angel” (Metro Mix)                  | 3:45         |
| 2. | „Angel” (Boogieman Remix Radio Edit) | 3:59         |
| 3. | „Angel” (Boogieman Remix Extended)   | 6:45         |
| 4. | „Angel” (Crash & Burn Remix Dub)     | 5:47         |
| 5. | „Angel” (Crash & Burn Remix Vocal)   | 6:02         |
| 6. | „Angel” (Boogieman Remix Dub)        | 6:21         |

## Certyfikaty i sprzedaż
| Kraj          | Najwyższa pozycja |
| ------------- | ----------------- |
| Austria       | 6                 |
| Francja       | 49                |
| Holandia      | 6                 |
| Nowa Zelandia | 32                |
| Szwajcaria    | 27                |
| Szwecja       | 42                |